# Kōji Noda
Kōji Noda (jap. 野田 紘史 Noda Kōji; ur. 17 sierpnia 1986) – japoński piłkarz występujący na pozycji obrońcy. Obecnie występuje w Zweigen Kanazawa.

## Kariera klubowa
Od 2009 roku występował w klubach Urawa Reds, Fagiano Okayama, V-Varen Nagasaki, Ventforet Kofu i Zweigen Kanazawa.